# カルカータ
カルカータ（伊: Calcata）は、イタリア共和国ラツィオ州ヴィテルボ県にある、人口約900人の基礎自治体（コムーネ）。

## 地理

### 位置・広がり
ヴィテルボ県のコムーネ。県都ヴィテルボから南東へ34kmの距離にある。
凝灰岩の山の上に築かれた要塞都市で、トレーヤ川（イタリア語）の緑の谷を見晴らすことができる。

#### 隣接コムーネ
隣接するコムーネは以下の通り。括弧内のRMはローマ県所属を示す。
- ファレーリア
- マリアーノ・ロマーノ (RM)
- マッツァーノ・ロマーノ (RM)
- リニャーノ・フラミーニオ (RM)

### 気候分類・地震分類
カルカータにおけるイタリアの気候分類 (it) および度日は、zona D, 1727 GGである。
また、イタリアの地震リスク階級 (it) では、zona 3A (sismicità bassa) に分類される。

## おもな見どころ
- 旧地区
- サンティミッシモ・ノーミ・ディ・ジェス（教会[7]）は14世紀の創建。現在の建造物は1793年以降に修復された。
- トレーヤ渓谷の半郊外型公園
- 古代のファリスキ人（英語）のモンテ・リ・サンティ寺院跡 Monte Li Santi（村はずれ）。

## 写真集

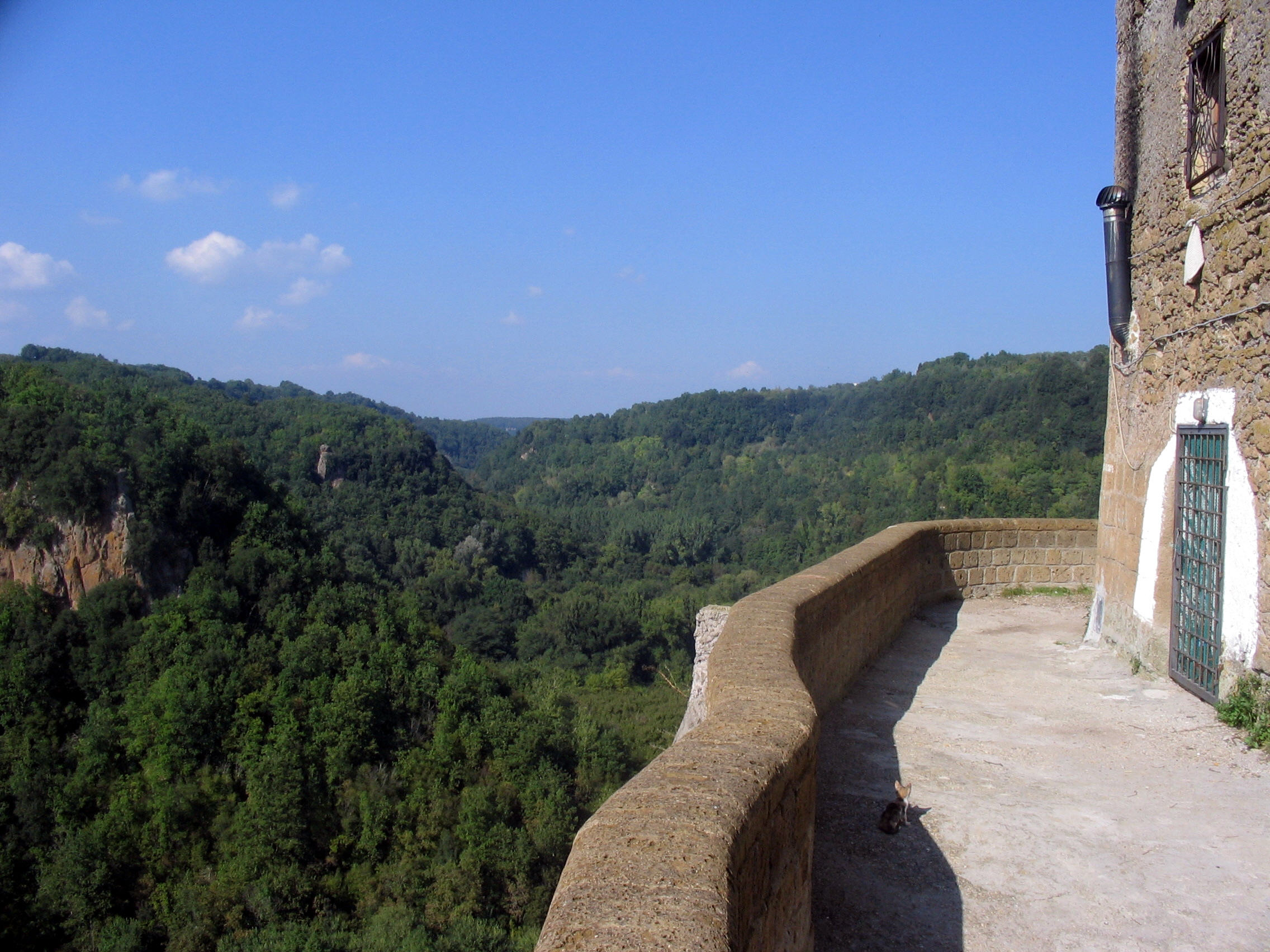
渓谷ビュー
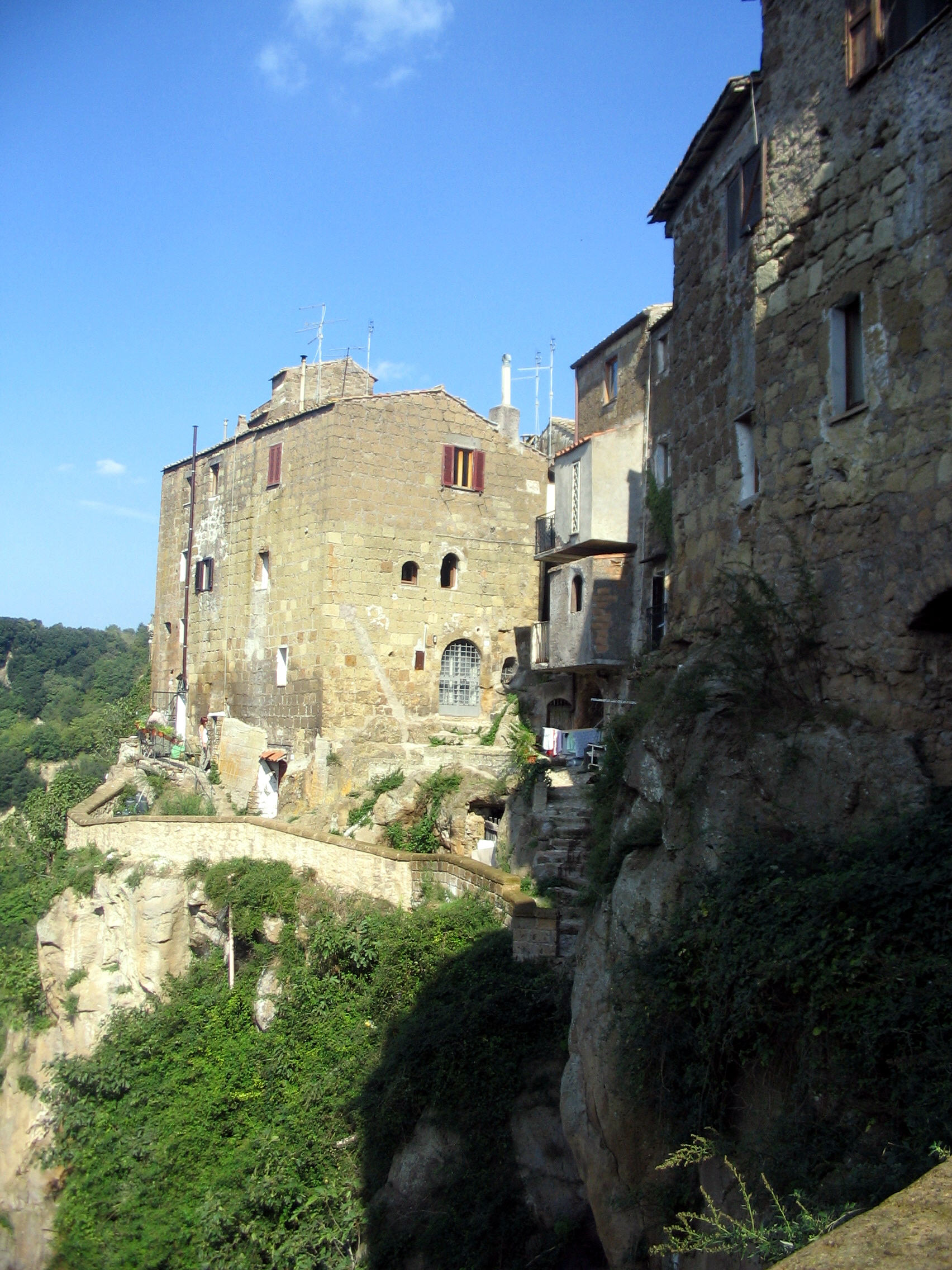
崖の上の家

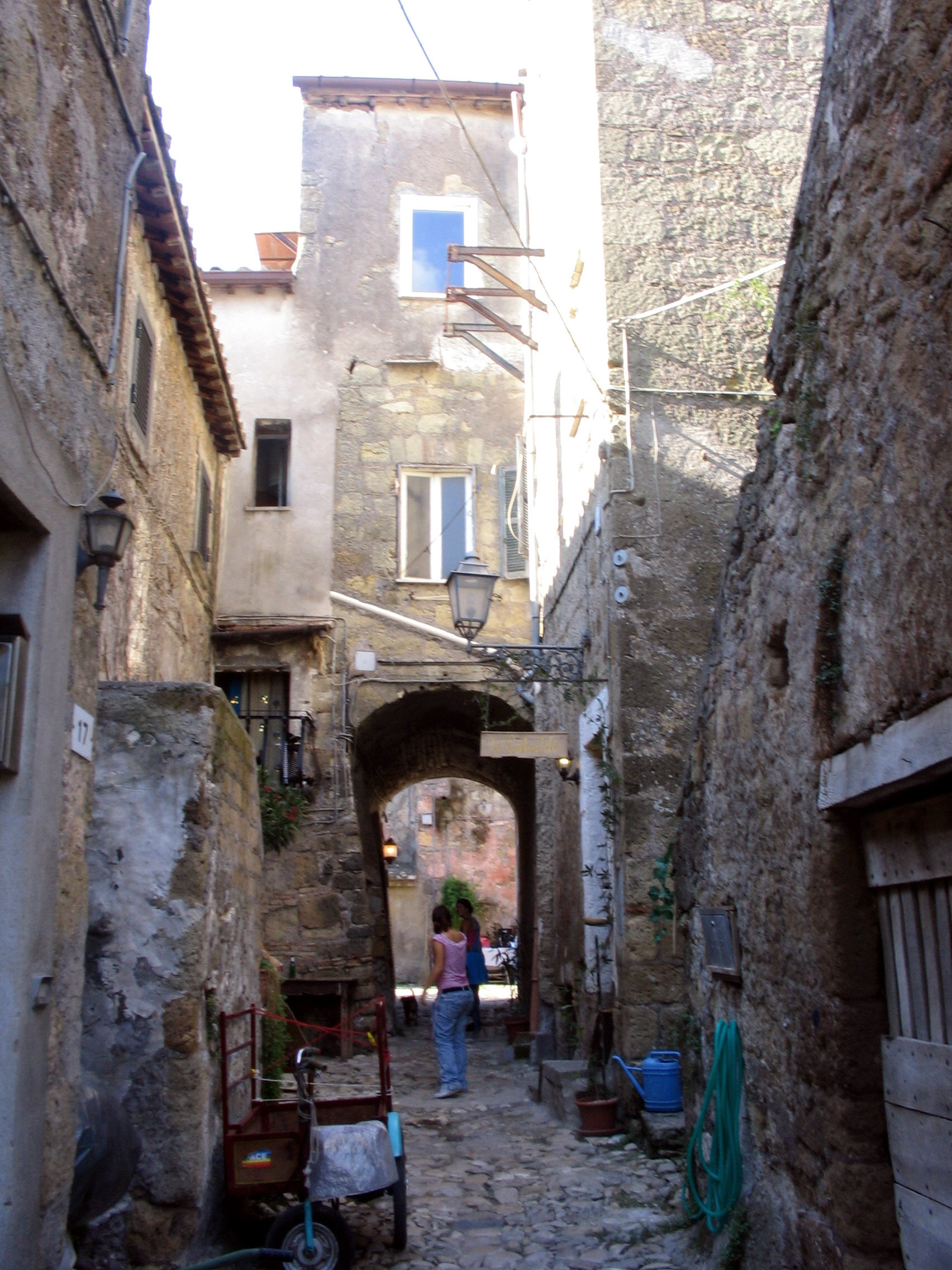
路地
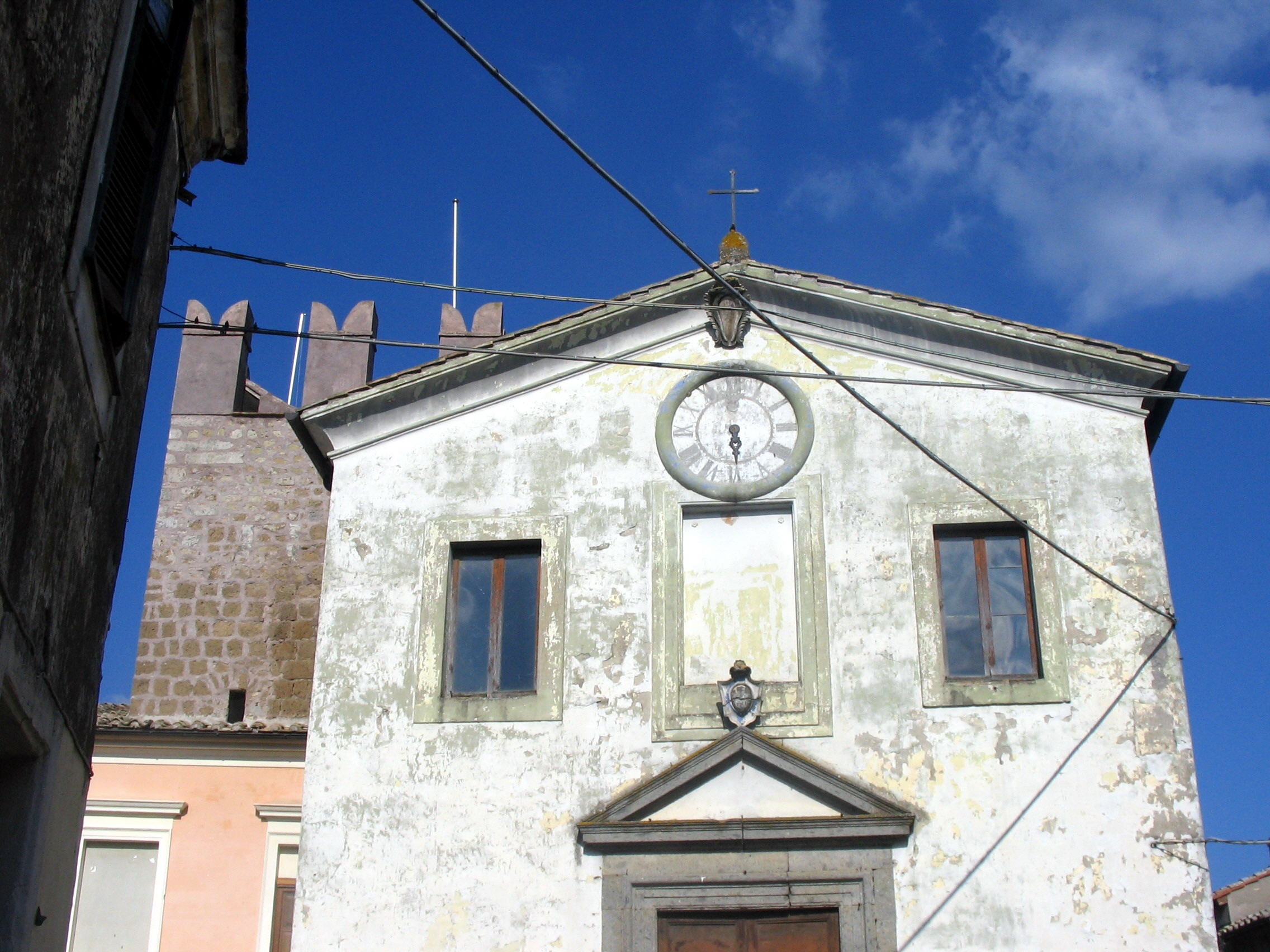
Santissimo Nome di Gesù（イエスの最も聖なる御名教会）